# Madeleine de Scudéry

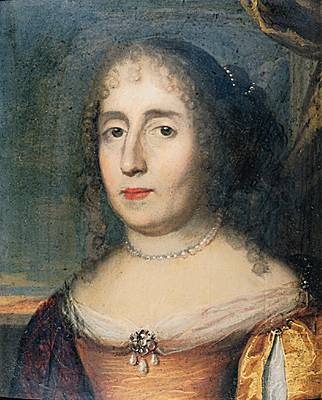
Madeleine de Scudéry

Madeleine de Scudéry, född 15 november 1607 i Le Havre, död 2 juni 1701 i Paris, var en fransk romanförfattare som ingick i preciositeten.

## Biografi
Madeleine de Scudéry, vars adliga far kom från Provence, levde tillsammans med sin bror Georges de Scudéry till 1655, och delade hans litterära mödor. Hon var djupt intagen av tidens preciösa riktning, och redan innan hon 1644 följde brodern till Marseille, besökte hon Hotel de Rambouillet, liksom hon efter fronden tillhörde stamgästerna i Hotel de Nevers och de Créqui.
Efter fronden höll hon själv en berömd litterär salong, Societe du samedi, en av de sista där den preciösa andan omhuldades. Sällskapet har kallats de första blåstrumporna. Denna romaneska och galanta uppfattning präglar också de fem jättestora heroiskt historiska romaner, som hon författade, fastän de utgavs under broderns namn: Ibrahim, ou l'illustre Bassa (4 band, 1641), som bringade turkiska ämnen och orientalism på modet, Artamène ou le Grand Cyrus (10 band, 1649–53), Clélie, histoire romaine (10 band, 1654–60). Romanerna emottogs med stormande bifall och tillhör tidens största litterära framgångar.
Mindre uppseende väckte hennes båda sista romaner: Almahide, ou l'esclave reine (8 band, 1660) och Mathilde d’Aguilar, histoire espagnole (1667). Alla dessa berättelser är nyckelromaner, som under historisk förklädnad skildrar liv och seder vid franska hovet och där man under de främmande namnen återfinner flera av samtidens mest kända personligheter porträtterade, såsom Condé (Cyrus), hertiginnan av Longueville (Mandane), drottning Kristina av Sverige (Cleobuline) och författarinnan själv (Sapho).
1671 prisbelöntes hon av Franska akademien för Discours sur la gloire. Hennes sista arbeten utgjordes huvudsakligen av en serie moraliska Conversations (10 band, 1680–92), mindre kända, men inte de minst värdefulla av hennes skrifter. Hon skrev också vers.
Madeleine de Scudérys romaner kännetecknas innehållsmässigt av de allegoriska framställningarna om kärleken, historiska och klassicistiska motiv, och i preciös anda ett avståndstagande från allt hon uppfattade som lågt och vulgärt. Hon brukar föras till barocken, men samtidigt var hennes alster en viktig brygga mellan medeltidens höviska litteratur och romantiken. Hennes Artamène ou le grand Cyrus i tio band och med 2,1 miljoner ord, är en av världshistoriens längsta romaner.